# Protva
La Protva (in russo Протва?) è un fiume della Russia europea centrale, affluente di sinistra dell'Oka.
Nasce dalle Alture di Mosca, all'estremità sudoccidentale dell'omonimo Oblast', e scorre con prevalente direzione sudest a cavallo degli oblast' di Mosca e di Kaluga, fino a sfociare nell'Oka nei pressi della cittadina di Protvino, vicino a Serpuchov. I centri più importanti toccati nel suo corso sono Vereja, Obninsk e Borovsk. Il suo principale affluente è la Luža.
Il fiume gela da inizio dicembre a inizio aprile, periodo nel quale si raggiungono i minimi valori di portata, pari a 5/6 m³/s; l'estate è la stagione delle piene, quando questi valori possono salire fino a 800.